# Lakišića džamija u Mostaru
Džamija Ahmed-age Lakišića (poznata i kao Džamija na Ričini), islamska je bogomolja u Mostaru. Nalazi se u sastavu Medžlisa Islamske zajednice Mostar, u okvirima Mostarskog muftiluka. 

## Povijest
Džamija je na Ričini, odnosno u Lakišića mahali, najmlađoj mahali iz osmanskog razdoblja u Mostaru. Do njezine izgradnje cijelo područje bilo je nenaseljeno i zvalo se Ričina. Činilo je krajnju periferiju tadašnjeg Mostara. Džamiju je izgradio Ahmed Lakišić s visokim i impozantnim minaretom. Građena je od tesane tenelije. U interijeru su mihrab ukrašen jednim redom stalaktita, minber te mahfil u desnom krilu džamije, koji drže tri kamena stupa. Ulaz u minaret je iznutra s mahfila, što je jedinstven slučaj u Mostaru.
Prema natpisu uklesanom u ploču iznad ulaznih vrata, džamija je izgrađena 1650. ili 1651. Tarih (natpis) iznad ulaznih vrata od 2005. čuva se u Zavodu za zaštitu kulturno-povijesnog i prirodnog naslijeđa u Mostaru.
Vakif je uz džamiju izgradio i mekteb te je za izdržavanje svojih zadužbina uvakufio 40 dućana u mostarskoj čaršiji, mlinicu s dva vitla na Radobolji i 200.000 akči u gotovini.
U središnjem dijelu Lakišića mahale sve do 1930.-ih bila su tri mezarja s više velikih i ukrašenih nišana. Sva tri mezarja, uz jedan dio onog uz samu džamiju, ekshumirana su i na njima su podignute zgrade. U dijelu mezarja pokraj džamije očuvano je samo nekoliko nišana s natpisima, od kojih je najistaknutiji onaj nekadašnjeg gradonačelnika Mostara Mujage Komadine.
Džamija je temeljito popravljena 1935. Tada je njen minaret demontiran do visine džamijskog krova i ponovo ozidan. Džamija je porušena tijekom rata u Bosni i Hercegovini 1992.-1995. Obnovljena je od 1996. do 2000.

## Vanjske poveznice
- Lakišića džamija u Mostaru je skrivena ljepotica u centru grada, klix.ba